# Johann Nikolaus Götz
Pour les articles homonymes, voir Götz.
Johann Nikolaus Götz, né le 9 juillet 1721 à Worms et mort le 4 novembre 1781 à Winterburg, est un poète et traducteur allemand.

## Biographie
Fils d’un pasteur, Götz étudia, de 1739 à 1742, la théologie à l’université de Halle où il se lia aux poètes Uz et Gleim. Après avoir été quelque temps précepteur, il devint prédicateur de cour, puis d’armée. Nommé pasteur de Hornbach, il s’y maria en 1751, puis passa à Meisenheim et à Winterburg, où il devint surintendant ecclésiastique.
L’un des plus célèbres poètes anacréontiques de l’école de Halle, il a surtout imité avec succès les petits genres où excellèrent les poètes mineurs français, le madrigal, le triolet, le rondeau. L’originalité qui manquait à ses sujets était compensée par celle de son style. Dans ses traductions ou libres remaniements de petits ouvrages étrangers, il maniait avec souplesse la langue allemande et se distinguait par des traits spirituels et une versification facile et harmonieuse. Frédéric II le mentionne avec éloge. Ses Élégies et ses Idylles sont les meilleures de ses poésies qui, après avoir paru dans les anthologies du temps, ont été réunies par Ramler, sous le titre de Poésies diverses (Vermischte Gedichte ; Mannheim, 1765, in-folio avec portrait).
On cite en outre de Götz la traduction des Poésies d’Anacréon et Odes de Sappho (Francfort, 1746, in-8° avec notes), celle du Vert-Vert de Gresset (Karlsruhe, 1752, in-folio), et celle du Temple de Gnide (Ibid., 1759, in-folio). Il a également rédigé une Autobiographie terminée par son fils et comprise dans l’édition de Ramler.

## Œuvres
- Versuch eines Wormsers in Gedichten, 1745
- Die Oden Anakreons in reimlosen Versen, 1746
- Die Gedichte Anakreons und der Sappho Oden, 1760.
- Vermischte Gedichte, 1785

## Source
- Gustave Vapereau, Dictionnaire universel des littératures, Paris, Hachette, 1876, p. 903-904.